# Церква (теологія)
Церква (грец. ἐκκλησία ekklesia "скликання, збори" від ἐκ κάλεοek kaleo "я дзвоню ззовні, я дзвоню") - у християнському богослов'ї - спільнота людей з різних народів, покликаних разом апостолами, посланими Ісусом Христом, для формування зборів обраних, які стають вільними громадянами Царства Небесного. Община Церкви, яка розуміє себе як виконавець історії та провідник місії обраного народу Ізраїлю, має чотири основні характеристики, сформульовані в Нікейсько-Царгородському Символі віри (381): єдність, святість, універсальність та апостольство. Головне завдання Народу Божого, як спільноти /(гр.) koinonia/ віри та обрядів, встановленого через хрещення, - повинно бути втілено через таїнство невід'ємної єдності людей з Богом і єдності всього людства. Церквою також називають помісну громаду всесвітньої Церкви, так звані помісні церкви, а також конкретну християнську деномінацію. Галузь богослов'я, еклезіологія, займається таємницею Церкви.

## Церква як виконавець історії та покликання Ізраїлю
Сучасні богослови, такі як митрополит Іоанн (Зізіулас), відзначають, що християни з самого початку бачили своє коріння в історії Ізраїлю. Тому, особливо стосовно початкової еклезіології перших трьох століть, Старий Завіт надає основні дані для вивчення Церкви, яка розуміється як новий Народ Божий, та її стосунків з Богом. Як зазначив Луї Буйє, той факт, що церковна літургія має близьку спорідненість із молитвами іудаїзму, "свідчить про близькість самої віри".

## Інші варіанти вжитку слова Церква
Назва Церква також використовується для позначення християнського релігійного об'єднання як людської організації із власною політикою, органами управління, доктриною та літургією; наприклад, Римсько-католицька церква, Польська автокефальна православна церква, Апостольська вірменська церква, Євангелічно-реформована церква в Республіці Польща, Старокатолицька маріавітська церква в Республіці Польща, П'ятидесятницька церква в Польщі. Синонімами наступної дифініції слова Церква є терміни деномінаційного об'єднання, релігійного об'єднання, конфесій, сповідання та деномінації.